# VOGL
VOGL ist ein 2014 von Valve Software quelloffen publizierter OpenGL-Debugger. Der schlechte Zustand der Gerätetreiber für Grafikkarten machte diesen Schritt notwendig. Durch eine Kooperation zwischen Valve und Epic Games ist das Werkzeug auch mit der Unreal Engine kompatibel.